# كريتوصور

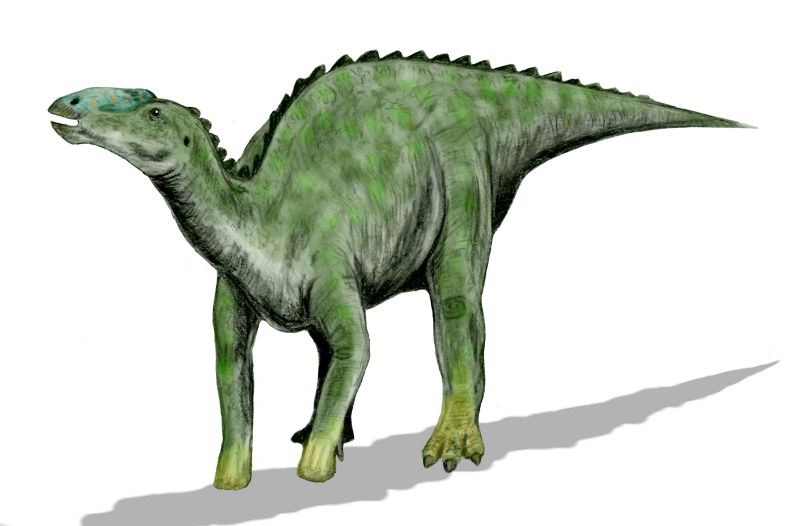
إعادة إنشاء الكريتوصور

الكريتوصور (Kritosaurus) هو جنس معروف بشكل غير كامل من هادروصوريات ديناصورات منقار البطة، عاش منذ حوالي 74.5-66 مليون سنة مضت، في الطباشيري المتأخر في أمريكا الشمالية، الاسم يعني «سحلية منفصلة» في إشارة إلى ترتيب عظام الخد في جمجمة نمطية غير مكتملة.